# Johann Wilhelm Appell
Johann Wilhelm Appell (* 17. April 1829 auf dem Isenburger Schloss in Offenbach am Main; † 8. Januar 1896 in London) war ein deutscher Schriftsteller und Bibliothekar.

## Leben

### Familie
Johann Wilhelm Appell war der Sohn eines Malers.
Er war mit einer Engländerin verheiratet, die 1872 verstarb.

### Werdegang
Nachdem er von 1836 bis 1844 die Realschule in Offenbach besucht hatte, bereitete Johann Wilhelm Appell sich von 1844 bis 1846 durch einen Privatunterricht bei J. Pfeffinger auf den Besuch der Hochschule vor; 1846 immatrikulierte er sich dann an der Universität Erlangen und studierte dort bis 1849; in dieser Zeit besuchte er den nach Zürich geflohenen Gottfried Keller, der zu dieser Zeit bei Friedrich Wilhelm Schulz in Hottingen wohnte. Während des Studiums erlernte er auch Englisch und veröffentlichte bereits 1847 seine englische Übersetzung der Geschichte vom braven Kasperl und dem schönen Annerl von Clemens Brentano.
Nach Beendigung des Studiums leitete er zeitweise die Mittelrheinische Zeitung (heute Wiesbadener Zeitung) in Wiesbaden und hielt sich darauf bis 1858 überwiegend in Frankfurt am Main auf und beteiligte sich mit Beiträgen aus dem Gebiet der Literatur- und Kunstgeschichte bei dem dortigen Frankfurter Konversationsblatt und dem Neues Frankfurter Museum.
Von 1858 bis 1860 war er Redakteur der Wochenzeitung Recensionen und Mitteilungen über Theater und Musik, die unter der Aufsicht der Fürsten Georg Konstantin Czartoryski und Konstanty Adam Czartoryski in Wien erschien.
1860 siedelte er nach London über und gehörte 1862 zu den Beamten der Königlich Großbritannischen Kommission für die Weltausstellung London 1862.
1864 wurde er zum Kustos der Abteilung für Kunst und Wissenschaft am South Kensington Museum ernannt; diese Bibliothekarsstelle hat er bis zu seiner Pensionierung beibehalten. Die englische Regierungskommission entsandte ihn 1867 als Berichterstatter zur Paris Weltausstellung.
Aus gesundheitlichen Gründen legte er 1893 sein Amt als Kustos des South Kensington Museum nieder und zog sich nach Wandsworth Common, im Südwesten Londons zurück. Später musste er aus finanziellen Gründen seine Wertesammlung, in der sich auch seltene und kostbare Stücke befanden, verkaufen; sie kamen an die Stadtbibliothek Bremen.
Er war eng befreundet mit dem Schriftsteller Otto Müller.
Seinen Nachruf im Biographischen Jahrbuch und Deutscher Nekrolog schrieb der Literaturwissenschaftler Jakob Baechtold.

### Literarisches Wirken
Das Werk Der Rhein und die Rheinlande von Johann Wilhelm Appell wurde auch ins Englische und Französische übersetzt.
Seine Schrift Die Ritter-, Räuber- und Schauerromantik ist eine Zusammenfassung dieser drei Genre zur deutschen Unterhaltungsliteratur, insbesondere zum Räuberroman, in denen er unter anderem die Autoren Christian Heinrich Spieß, Heinrich August Müller und Carl Gottlob Cramer sowie auch Christian August Vulpius behandelt.
1872 veröffentlichte er für das South Kensington Museum die Schrift Monuments of Early Christian Art. Illustrative Notes, collected in order to promote the reproduction of Remains of Art belonging to the early centuries of the Christian era sowie 1877 den Katalog Christian Mosaic Pictures.
Er schrieb auch zahlreiche Beiträge zur Literaturgeschichte für den Hamburger Telegraph, das Bremer Sonntagsblatt und die Blätter für literarische Unterhaltung und die Beilage zur Allgemeinen Zeitung.

## Ehrungen und Auszeichnungen
Für seine Unterstützung der fremden Ausstellungskommissionen bei der Gestaltung der Londoner Weltausstellung 1862 erhielt Johann Wilhelm Appell das Ritterkreuz des Franz Joseph-Ordens.

## Schriften (Auswahl)
- Honor; or, the story of the brave Caspar and the fair Annerl. London: John Chapman. 1847.
- Frankfurt a. M. geschildert von J. W. Appell. Frankfurt am Main, 1849.
- Das Haus mit den drei Lyren, und das Goethedenkmal in Frankfurt a. M. Frankfurt a. M.: Friedrich Wilmans, 1849.
- Kurhessen in einer geographisch-statistisch-historischen Übersicht: nach den neuesten Quellen dargestellt von J. W. Appell. Darmstadt 1851.
- Werther und seine Zeit. Zur Goethe-Literatur. Leipzig: Wilhelm Engelmann. 1855. Dritte, gänzlich umgearbeitete und vermehrte Auflage. Oldenburg 1882.
- Ludwig Lange; Johann Wilhelm Appell; Ludwig Rohbock; Thomas Gaspey: Der Rhein und die Rheinlande.
  - Von den Quellen des Rheins bis Mainz. Darmstadt 1855.
  - Von Mainz bis Köln. Darmstadt 1855.
  - Von Cöln bis ans Meer. Darmstadt 1854.
  - Holland. Darmstadt 1853.
- Sophie La Roche. Eine biographisch-literarische Skizze. In: Rheinisches Taschenbuch auf das Jahr 1856. Frankfurt am Main: Sauerländer, 1856. S. 89–146.
- Die Ritter-, Räuber- und Schauerromantik. Zur Geschichte der deutschen Unterhaltungs-Literatur. Engelmann, Leipzig 1859.
- Dona Diana. Lustspiel in drei Akten. Nach dem Spanischen des Don Augustin Moreto, von C. A. West. Mit einer Einleitung von J. W. Appell. Wien: J. B. Wallis hauser 1862.
- Emilia Galotti. Mit einer Einleitung: Emilia Galotti auf der Bühne. Stuttgart 1872.
- Monuments of Early Christian Art. Illustrative Notes, collected in order to promote the reproduction of Remains of Art belonging to the early centuries of the Christian era. London 1872.
- Christian Mosaic Pictures. London 1877.
- The dream of Poliphilus. Facsimiles of one hundred and sixty eight woodcuts in the "Hypnerotomachia Poliphili," Venice, 1499. London: Reproduced for the Dept. of Science and Art in photo-lithography by W. Griggs, 1893.